# Heinrich Schröder (Missionar)
Heinrich Schröder (* 1. Oktober 1850 in Reinstorf, heute Landkreis Uelzen; † 6. Juni 1883 in Hlobane in der damaligen Kolonie Natal im heutigen Südafrika) war ein deutscher evangelisch-lutherischer Missionar. Er arbeitete für die Hermannsburger Mission und gilt als Märtyrer.

## Leben

### Ausbildung und Beginn der Missionsarbeit
Heinrich Schröder arbeitete zunächst auf dem Hermannsburger Missionshof als Bauernknecht. Auf einem Missionsfest im Jahre 1869 wurde er aufgefordert, selbst Missionar zu werden. 
Ab dem 31. Dezember 1873 studierte er am Missionsseminar. Er verlobte sich mit Isa Elise Lütkemüller.
An Christi Himmelfahrt 1880 wurde er ordiniert und anschließend nach Natal ausgesandt. Dort arbeitete er zunächst wieder in der Landwirtschaft. Ferner half er mit großem Engagement und trotz erheblicher Widrigkeiten dem Pfarrer Volker beim Wiederaufbau der im Krieg zwischen Engländern und Zulu 1879 zerstörten Gebäude der Ekulengeni-Mission.
Am 16. August 1880 reiste Schröder mit Volker und dessen Sohn Johannes per Wagen zum Hlobane-Berg ab, um Holz für das Dach zu schlagen. Am Freitagmorgen begannen sie ihre Arbeit im Busch. Sie mussten im Wasser stehen, während sie zwischen nassen Ästen, Büschen und Schlingpflanzen hackten und sägten. Ihre Kleider waren entsprechend durchnässt. Dornen zerrissen ihre Kleidung und zerschnitten ihre Hände und Gesichter. 
Die zweite Reise wurde später als episches Abenteuer bezeichnet. Regentage verwandelten sich in einen heulenden Schneesturm und die Missionare verbrachten eine bedrückende Nacht, in der sie völlig durchgefroren und durchnässt unter ihrem Wagen gefangen waren, erschreckt durch das Brechen und Herabfallen von Ästen in Folge der Schneelast. Ein weiterer Tag mit kaltem Regen trieb sie heraus, um in einem Zulu-Kraal Zuflucht zu suchen, wo sie sich in einer warmen Hütte niederlegten und schliefen. 
Am Sonntagmorgen begannen sie die Suche nach ihren Rindern, wobei sie durch fast einen halben Meter hohen und schmelzenden Schnee stapfen mussten. Nach einer gewissen Entfernung sahen sie zwei Rinder im Schnee grasen, aber ihre Hoffnung schwand, als sie sahen, wie die Tiere zitterten und wie dünn sie waren. 50 Schritte weiter erschütterte sie der Anblick von zwölf zusammengedrängten Rindern, die an dieser Stelle erfroren und verschmachtet waren. Selbst halb erfroren und verschmachtet, blieb ihnen nichts anderes übrig, als zur Missionsstation zurück zu marschieren. Schröders Stiefel begannen beim Abstieg vom Berg zu zerfallen. Am Schwarzen Umfolozi war der Fluss brusthoch und über zehn Meter breit. Sich entkleidend und Gott anbefehlend machten sie sich an die Überquerung. In der Mitte des Stromes verlor Schröder fast den Bodenkontakt, kämpfte sich aber schließlich durch. Dankbar, dass ihm nichts Schlimmeres widerfahren war als nasse Kleider und eine laufende Nase, marschierte der junge Missionar noch 1½ Stunden weiter, um die Missionsstation zu erreichen. Dieser Art waren die körperlichen Härten, denen die Missionare getragen von ihrem Glauben zu bewältigen hatten.

### Eigene Missionsstation und gewaltsamer Tod
Nachdem er in seiner Freizeit die Sprache der Zulu gelernt hatte, wurde Heinrich Schröder im August 1882 mit dem Aufbau einer eigenen Station in eHlobane am Tshoba-Fluss unweit des Hlobane-Berges beauftragt. Sein Tagebuch beginnt am Mittwoch, dem 16. August. Zunächst wurde er gastfreundlich aufgenommen. Innerhalb von neun Monaten legte er mit einigen Mitarbeitern aus dem Volk der Zulu einen Garten und einen Obstgarten an und errichtete mit ihrer Hilfe ein kleines Landhaus sowie Ställe für Rinder, Schweine und Geflügel. Außerdem fertigte er im Lampenlicht an einsamen Abenden einen Schreibtisch für sich selbst sowie einen Nähtisch und einen Schemel für seine Verlobte, die nach der Abreise per Schiff im Mai 1883 bei ihm im Juni eintreffen sollte, um ihn zu heiraten. Sein letzter Tagebucheintrag ist auf den Freitag, den 27. April 1883 datiert. Seine Aufzeichnungen gelten als bewegende Zeugnisse über Entbehrung, Einsamkeit, Mühe, Trübsal und unbeirrbare Glaubenskraft.
Am 13. Mai 1883 schrieb Schröder nach Deutschland, dass seine Mitarbeiter ihn vor zehn Wochen allein zurückgelassen hätten und auch alle anderen „Ureinwohner“ geflohen seien, da ein Krieg zwischen zwei Parteien der Zulu ausgebrochen sei, nämlich zwischen den Anhängern des ehemaligen Königs Cetshwayo und den Anhängern von dessen Bruder Hamu. Schröder klagte: „Es ist schwer, in dieser aufrührerischen Zeit hier neu anzufangen.“ Beide Seiten betrachteten ihn als Feind, da sie annahmen, er gehöre der jeweils anderen Partei an. Sie gaben ihm zu verstehen, dass er in Ruhe gelassen werde, solange er sich ebenfalls ruhig verhalte. Einige Krieger begannen, Schröder zu bestehlen oder ihm Gegenstände abzunötigen. Er bezifferte den Gegenwert der so eingetretenen Verluste auf 100 Taler. Dass er den Mut fand, zu bleiben, führte er auf die Fürbitte vieler Freunde zurück, die er um weiteres Gebet für ihn bat. Seine Arbeit bezeichnete er als härter als die jedes anderen. 
Er berichtete ferner, dass er sich bei seiner harten Arbeit über sechs Wochen nur noch von Kaffee und trockenem Brot ernährte und Gott um ein wenig Fleisch zu Pfingsten gebeten habe. Am vorausgehenden Donnerstag ließen sich dann zwei wilde Pfaue etwa 300 Schritte vom Haus entfernt nieder. Er betrachtete sie als von Gott gesandt, zielte und tötete einen von ihnen. Der Vogel wog fast 6 kg und war so fett, dass Schröder genug Fett für später abtrennen konnte. Er schrieb, dass immer, wenn er Mangel an Fleisch gehabt hatte, Gott für ihn gesorgt habe. 
Am 29. Mai 1883 besuchte ihn sein Vorgesetzter und benachbarte Missionar Friedrich Wilhelm („Fritz“) Weber. Schröder war gerade damit beschäftigt, sein Haus zu decken und schien in guter Stimmung zu sein.
Am Abend des 6. Juni 1883 schließlich brach ein Trupp AbaQulusi unter Führung Mapelas, der als Schrecken der Region angesehen wurde, durch seine Tür, während er am Tisch saß und in der Bibel las. Die Männer töteten Heinrich Schröder mit mehreren Stichen und verstümmelten ihn dabei.

## Nachleben
Nach dem Tod von Heinrich Schröder plünderte die Gruppe dessen Haus und entwendete seine wenigen Besitztümer. Die blutgetränkte Bibel aber blieb, wo sie herabgefallen war, liegen. 
Am 8. Juni 1883, alarmiert von Zulu, eilte Fritz Weber von der Enyati-Missionsstation aus herüber und sandte einen weiteren Tag später seinen Bericht über das Gesehene nach Hermannsburg. Obwohl er den Anblick als furchtbar empfand, meinte Fritz Weber, dass Schröder doch triumphiert habe. Der Gesichtsausdruck des Toten sei friedlich und nicht verzerrt gewesen. Dieser habe mit dem Feind wie ein Held gerungen und könne nun im Himmel frohlocken. Weber urteilte, dass Schröder, obwohl er seine Missionsarbeit noch nicht aufnehmen konnte, als erster Märtyrer der christlichen Mission in Natal betrachtet werden könne. Er hämmerte eine Holzkiste zusammen und beerdigte Schröder neben dem Landhaus, wobei er einen Hügel Steine auf dessen Grab legte. 
50 Jahre später markierte die Hermannsburger Lutherische Missionsgesellschaft das Grab mit einem Kreuz und schützte es mit einer Betonplatte sowie einem schmiedeeisernen Gitter. Die Vorderseite des Kreuzes trägt die Worte:
HIER RUHT IN GOTT
MISSIONAR H. SCHRÖDER
GEB. DEN 1. OKTOBER 1850 IN REINSTORF
GEST. DEN 6. JUNI 1883 AUF EHLOBANE - ZULULAND
DU HAST MICH ERLÖST HERR DU TREUER GOTT Ps. 31.6
Auf der Rückseite findet sich dieselbe Inschrift, aber mit der Bibelstelle: 
KUTAZELA UZE UFE NGOKUNlKA UMOELE WOKUPILA
Die von Heinrich Schröders Blut getränkte Bibel, die nach dem tödlichen Überfall in dessen Haus zurückblieb, wurde im Hermannsburger Missionsmuseum ausgestellt. Als das Missionsmuseum 1978 niederbrannte, wurde auch neben vielen anderen Ausstellungsstücken diese Bibel vernichtet.

## Gedenktag
- 6. Juni im Evangelischen Namenkalender.